# 緑ケ丘公園
緑ケ丘公園（みどりがおかこうえん）は、兵庫県伊丹市緑ケ丘にある公園。伊丹市で最古の公園として知られる。

## 地理
1963年（昭和38年）4月に開園した伊丹市で最も古い公園。下池のほとりには日本建築の粋を集めて建てられた「鴻臚館」（こうろかん）と伊丹市の国際友好都市である中国佛山市から贈られた東屋である亭「賞月亭」（しょうげつてい）がある。
園内にはマツやサクラの古木が植えられているが、2015年3月には市内で発生したウメ輪紋病の早期根絶を目指し、緑ケ丘公園の梅林をはじめ市内公園にある対象樹木（ウメやモモなど）はすべて伐採された。現在の梅林跡地は「さくらの丘」となっている。

## 施設
- 鴻臚館
- 賞月亭
- さくらの丘

## 交通
- JR「北伊丹駅」より車で約5分。